# Pothyne subdistincta
Pothyne subdistincta är en skalbaggsart som beskrevs av Stefan von Breuning 1950. Pothyne subdistincta ingår i släktet Pothyne och familjen långhorningar. Inga underarter finns listade i Catalogue of Life.